# Château La Dominique
Das Château La Dominique ist eines der bedeutenden Weingüter der französischen Gemeinde Saint-Émilion in der Region von Bordeaux. Sein Wein zählt zur Spitzengruppe der Grands Crus Classés, der dritthöchsten Stufe in der Hierarchie der Rotweine von Saint-Émilion (siehe auch den Artikel Bordeauxwein (Klassifikation)).

## Lage, Boden und Rebsorten
Das Château befindet sich im äußersten Nordwesten des Gebietes der Appellation von Saint-Émilion an der Grenze zur Gemeinde Pomerol. Der 18,5 Hektar große, zusammenhängende Weinberg grenzt westlich direkt an den Besitz von Château Cheval Blanc, von dem es durch eine gut 800 m lange Mauer aus dem 19. Jahrhundert getrennt ist. 25 % des Weinberges gehören zur Kiessandkuppe von Figeac, 75 % bestehen aus eisenhaltigem Sandboden mit gutem Wasserabzug.
Die Rebsortenwahl wird von den Bodentypen bestimmt: Auf dem Sandboden wächst Merlot, auf den 80 % der Rebfläche entfällt. Der Kiesboden eignet sich hervorragend für den Anbau von Cabernet Franc und Cabernet Sauvignon, die 15 bzw. 5 % ausmachen. Der früher noch vertretene Malbec wurde inzwischen gerodet. Das Durchschnittsalter der Reben beträgt rund 35 Jahre.

## Der Wein
Château La Dominique wird von dem bekannten Önologen Michel Rolland beraten. Im Weinberg wird der Ertrag auf 45 hl/ha beschränkt. Die Lese erfolgt manuell, zur Vergärung dienen Edelstahltanks. Der Wein wird zügig in Barriquefässer transferiert, wo die Malolaktische Gärung absolviert und 18 Monate lang verbleibt. Dabei kommen zwischen 60 und 80 % neuer Fässer zum Einsatz. Bei der Abfüllung wird er mit Eischnee geschönt und behutsam gefiltert. Insgesamt werden jährlich rund 60.000 Flaschen Château La Dominique und 24.000–30.000 Flaschen des Zweitweines Saint Paul de Dominique erzeugt.
Der Wein erreicht zwar nicht ganz die Klasse seines großen Nachbarn Cheval Blanc, ist aber dennoch einer der besten Grands Crus Classés von Saint-Émilion. Er ist vollmundig mit intensiver Frucht, samtig und nachhaltig. Die besten Jahrgänge der jüngeren Zeit sind 1989, 1990, 2000 und 2001. Als gelungen gelten auch die kleineren Jahrgänge 1993, 1994 und 1997.

## Geschichte
Wenngleich der Weinbau im Bereich des alten Besitzes von Château Figeac schon wesentlich älter ist, liegen die Ursprünge des Château La Dominique im 19. Jahrhundert. Sein Gründer war ein Bordelaiser Kaufmann, der im Überseehandel zu Reichtum gekommen war. Er benannte das Weingut nach der Karibikinsel Dominica, die auf Französisch La Dominique heißt. Gegen Ende des 19. Jahrhunderts kam das Château in den Besitz eines Henry Greloup, der es wiederum 1918 an den nordfranzösischen Weinhändler Louis Soualle verkaufte. Dieser starb 1933 während der Weinlese, und das Château fiel als unteilbarer Besitz (indivision) an die Erbengemeinschaft Baillencourt. Diese vernachlässigten das Gut und unterließen auch die notwendigen Erhaltungsinvestitionen. Der Zustand verschlimmerte sich noch nach den schweren Frostschäden des Jahres 1956. Das Gut geriet fast in Vergessenheit – so wird in den „Weinnotizen“ von Michael Broadbent nach dem 1945er erst wieder der 1970er erwähnt. Seine Wiedergeburt verdankt Château La Dominique dem Bauunternehmer Clément Fayat aus Libourne, der das Gut 1969 erwarb. Er ließ die Weinberge neu bestocken, renovierte den Fasskeller und erbaute einen neuen Gärkeller. Seit den Achtzigerjahren ist das Gut qualitativ wieder auf der Höhe.
Im Jahre 2014 wurde der von dem Architekten Jean Nouvel geplante Weinkeller (chai) fertiggestellt.